# Balogh István (labdarúgó, 1967)
Balogh István (Budapest, 1967. május 11. –) magyar bajnok labdarúgó, csatár.

## Pályafutása
1985 és 1990 között az Újpesti Dózsa, 1990–91-ben a Volán labdarúgója volt. 1991–92-ben a belga Waregem, majd 1992 és 1995 között az RFC Seraing játékosa volt. A Seraing csapatából kölcsönben szerepelt 1993-ban a finn HJK, 1994-ben a Csepel, 1994–95-ben a Budafoki LC együttesében. 1995 és 1999 között Ausztriában játszott. 1995 és 1997 között az Eisenstadt, 1997–98-ban a Parndorf, 1998–99-ben a Grosspetersdorf labdarúgója volt. 1999–00-ban a Haladás, 2000–01-ben a REAC együttesében szerepelt. Az osztrák FC Kapelln csapatában fejezte be az aktív labdarúgást.
Az Újpesti Dózsa együttesével 1987-ben kupagyőztes, az 1989–90-es idényben bajnok volt. 1985 és 2001 között 102 élvonalbeli és öt másodosztályú mérkőzésen szerepelt. 

## Sikerei, díjai
Újpesti Dózsa
- Magyar bajnokság
  - bajnok: 1989–90
  - 2.: 1986–87
  - 3.: 1987–88
- Magyar kupa (MNK)
  - győztes: 1987